# Лакшмипур (округ)
Лакшмипур (бенг. লক্ষ্মীপুর জেলা, англ. Lakshmipur District) — округ на юге Бангладеш, в области Читтагонг. Образован в 1984 году из части территории округа Ноакхали. Административный центр — город Лакшмипур. Площадь округа — 1456 км². По данным переписи 2001 года население округа составляло 1 479 371 человек. Уровень грамотности взрослого населения составлял 34,3 %, что ниже среднего уровня по Бангладеш (43,1 %). 95,31 % населения округа исповедовало ислам, 4,66 % — индуизм.

## Административно-территориальное деление
Округ состоит из 5 подокругов.
Подокруга (центр)
1. Лакшмипур-Садар (Лакшмипур)
2. Райпур (Райпур)
3. Рамгандж (Рамгандж)
4. Рамгати (Рамгати)
5. Комол-Нагар (Комол-Нагар)